# Kinsey Ridge
Kinsey Ridge ist ein teilweise vereister Gebirgskamm mit abgeflachter Gipfelkrone im westantarktischen Marie-Byrd-Land. Er ragt nahe der Ruppert-Küste inmitten des Strauss-Gletschers auf.
Der United States Geological Survey kartierte ihn anhand eigener Vermessungen und mithilfe von Luftaufnahmen der United States Navy aus den Jahren von 1959 bis 1965. Das Advisory Committee on Antarctic Names benannte ihn 1966 nach James H. Kinsey, Polarlichtforscher des United States Antarctic Research Program auf der Byrd-Station im Jahr 1963.